# Skarpnäck (stadsdel)
Skarpnäck var en stadsdel i söderort som bildades 1932 och upplöstes vid årsskiftet 1962/1963 när stadsdelen Bagarmossen bröts ut och kvarvarande del slogs ihop med stadsdelen Pungpinan och bildade stadsdelen Skarpnäcks gård
Området bildades av det område som utgjort gården Skarpnäcks gård ägor norr om Skarpnäcksvägen
Den första stadsplanen avseende småhus i västra delen togs fram 1923 av Per-Olof Hallman, området kallades Skarpnäcks trädgårdsstad. I nordligaste delen tangerades vändslingan till slutstationen för Enskedebanan, kallad Skarpnäck, som öppnades 1 juni 1926 och las ner 1 oktober 1950. Hållplatsen och större delen av vändslingan låg sedan i stadsdelen Enskededalen. 